# خانه امین‌الضرب
خانه امین الضرب مربوط به دوره قاجار است و در تهران، خیابان امیر کبیر، نبش خیابان ایران واقع شده و این اثر در تاریخ ۱ مهر ۱۳۸۲ با شمارهٔ ثبت ۱۰۴۱۵ به‌عنوان یکی از آثار ملی ایران به ثبت رسیده است.